# سرة ليمونية
سرة ليمونية (الاسم العلمي:Umbilicus citrinus) هي نوع غير مؤكد من النباتات يتبع جنس السرة من الفصيلة الكرسولية.